# Мерида (футбольний клуб, 1912)
«Мерида» (ісп. CP Mérida) — колишній іспанський футбольний клуб з однойменного міста, заснований 1912 року. Домашні матчі проводив на арені «Естадіо Романо», що вміщає 14 600 глядачів. Припинив своє існування в 2000 році через фінансові труднощі і був відтворений на базі своєї резервної команди.

## Історія
Клуб було засновано 1912 року під назвою «Спортіва Емерітенсе» (ісп. Sportiva Emeritense) і тривалий час команда грала у регіональних лігах, а у 1936—1939 роках, на період Громадянської війни, взагалі припинила існування. 1944 року клуб вперше вийшов до Терсери, на той момент третього дивізіону країни, де команді і провела більшість сезонів.
У 1991 році «Мерида» вийшла до Сегунди, другого дивізіону країни з якого вже не вилітала аж до свого розформування. Натомість вона двічі піднімалася в Прімеру, в сезонах 1995/96 і 1997/98, але в обох випадках відразу вилітала з елітного дивізіону.
30 липня 2000 року через невиплату 180 мільйонів песет сімнадцяти гравцям клуб було позбавлено професіональної ліцензії, а вже 1 вересня клуб було розпущено. Місце головної команди міста зайняла резервна команда «Мерида УД», що грала у Терсері.

## Зміна назв
- «Спортіва Емерітенсе» (ісп. Sportiva Emeritense) — (1912–20)
- «Клуб Каталанес» (ісп. Club Catalanes — Club MZA) — (1920–21)
- «Емеріта» (ісп. Emérita Foot-ball Club) — (1921–29)
- «Емеріта» (ісп. Club Deportivo Emérita) — (1929–34)
- «Емеріта» (ісп. Emérita Foot-ball Club) — (1934–1936)
- «Емерітенсе» (ісп. Sociedad Deportiva Emeritense) — (1939–66)
- «Меріда Індустріаль» (ісп. Mérida Industrial Club de Fútbol) — (1966–85)
- «Меріда» (ісп. Club Polideportivo Mérida) — (1985–2000)

## Статистика по сезонах
| Сезон   | Ліга        | Місце |
| ------- | ----------- | ----- |
| 1943/44 | Терсера     | 10    |
| 1944/45 | Терсера     | 8     |
| 1945/46 | Терсера     | 10    |
| 1946/47 | Терсера     | 7     |
| 1947/48 | Регіональні | —     |
| 1948/49 | Регіональні | —     |
| 1949/50 | Терсера     | 16    |
| 1950/51 | Терсера     | 9     |
| 1951/52 | Терсера     | 4     |
| 1952/53 | Терсера     | 9     |
| 1953/54 | Терсера     | 4     |
| 1954/55 | Терсера     | 2     |
| 1955/56 | Терсера     | 3     |
| 1956/57 | Терсера     | 1     |
| 1957/58 | Терсера     | 4     |
| 1958/59 | Терсера     | 11    |

| Сезон   | Ліга        | Місце |
| ------- | ----------- | ----- |
| 1959/60 | Терсера     | 4     |
| 1960/61 | Терсера     | 15    |
| 1961/62 | Регіональні | —     |
| 1962/63 | Терсера     | 9     |
| 1963/64 | Терсера     | 11    |
| 1964/65 | Терсера     | 9     |
| 1965/66 | Терсера     | 9     |
| 1966/67 | Терсера     | 6     |
| 1967/68 | Терсера     | 4     |
| 1968/69 | Терсера     | 10    |
| 1969/70 | Терсера     | 7     |
| 1970/71 | Терсера     | 17    |
| 1971–76 | Регіональні | —     |
| 1976/77 | Терсера     | 15    |
| 1977/78 | Терсера     | 8     |

| Сезон   | Ліга      | Місце |
| ------- | --------- | ----- |
| 1978/79 | Терсера   | 4     |
| 1979/80 | Терсера   | 1     |
| 1980/81 | Сегунда Б | 18    |
| 1981/82 | Терсера   | 2     |
| 1982/83 | Терсера   | 6     |
| 1983/84 | Терсера   | 6     |
| 1984/85 | Терсера   | 4     |
| 1985/86 | Терсера   | 7     |
| 1986/87 | Терсера   | 12    |
| 1987/88 | Терсера   | 2     |
| 1988/89 | Терсера   | 1     |
| 1989/90 | Сегунда Б | 8     |

| Сезон   | Ліга      | Місце |
| ------- | --------- | ----- |
| 1990/91 | Сегунда Б | 4     |
| 1991/92 | Сегунда   | 7     |
| 1992/93 | Сегунда   | 9     |
| 1993/94 | Сегунда   | 9     |
| 1994/95 | Сегунда   | 1     |
| 1995/96 | Ла-Ліга   | 21    |
| 1996/97 | Сегунда   | 1     |
| 1997/98 | Ла-Ліга   | 19    |
| 1998/99 | Сегунда   | 10    |
| 1999/00 | Сегунда   | 6     |

Всього:
- Ла-Ліга — 2 сезони.
- Сегунда — 7 сезонів.
- Сегунда Б — 3 сезону.
- Терсера — 37 сезонів.

## Досягнення
Сегунда
- - Переможець (2): 1994/95, 1996/97

Терсера
- - Переможець (3): 1956/57, 1979/80, 1987/88

## Відомі гравці
| - Леонардо Франко - Іліян Киряков - Ідан Таль - Адольфо Алдана - Сантьяго Каньїсарес - Хуліо Пр'єто Мартін | - Хосе Антоніо Сальгеро - Карлос Наварро Монтоя - Мігель Анхель Бенітес - Єжі Подброжний - Нуну Ешпіріту Санту - Сезар Бріту | - Дмитро Галямін - Микола Писарєв - Дмитро Радченко - Сергій Погодін - Гонсало де лос Сантос - Горан Вучевич |